# فاسيليفو (ستروميكا)
فاسيليفو (Василево) هي مدينة في مقاطعة ستروميكا في جمهورية مقدونيا.
يبلغ عدد سكانها حوالي 12,537 نسمة.